# Der junge Lord
Der junge Lord (El joven Lord) es una ópera en dos actos con música de Hans Werner Henze y libreto de Ingeborg Bachmann basado en una parábola Der affe als mensch (El mono entre los hombres) sacada del cuento El jeque de Alejandría y sus esclavos escrito por Wilhelm Hauff (1827). Se estrenó el 7 de abril de 1965 en la Deutsche Oper de Berlín bajo la dirección de Christoph von Dohnányi. Esta ópera se representa ocasionalmente en la actualidad. En las estadísticas de Operabase aparece con sólo 3 representaciones en el período 2005-2010.

## Personajes
- Lord Barret (tenor)
- Luise (soprano)
- Baronesa Grünwiesel (mezzosoprano)
- Secretario (barítono)
- Armintore (tenor)
- Begonia mezzosoprano
- El Alcalde (barítono-bajo)
- Hasentreffer (barítono)
- Señora Hasentreffer (soprano)
- Señora von Hufnagel (mezzosoprano)
- Ida (soprano)
- Scharf (barítono)
- Von Mucker (tenor)
- Wilhelm (tenor)
- Sir Edgard (papel mudo)

## Argumento
En una pequeña ciudad alemana del año 1830, Sir Edgar un rico inglés viene a establecerse.